# Madrigal (Taltabull)
Madrigal és una peça per a cor mixt composta per Cristòfor Taltabull el 1946. El text usat prové de l'escriptor renaixentista Pere Serafí (1505/1510 - Barcelona, 1567). El títol "Madrigal" fa referència a les composicions vocals amb textos profans pròpies del Renaixement i el Primer Barroc.

## Text de Pere Serafí
Madrigal
Mon cor tinc pres catiu
enmig d'un verd boscatge
mon cor està catiu
en mig d'un bosc joliu.
Mon cor tinc pres, lligat
en mig d'una muntanya
i esta desemparat
tot ple de pena estranya,
sols en amar s'afanya
que no sé de què és viu.
Mon cor està ferit
per una gentil nina
que mai non sent delit
ni troba medicina
puix d'amar non s'indina
ans fuix com la perdiu.

## Enregistraments
- Coral San Ignacio y Coral Universitaria de la Laguna (1983)

- Capella de ministrers de València (1991)
- Orfeó Català (1991)
- Disc d'or del Palau de la música catalana dirigit per Jordi Casas i Bayer (1998)[2]
- Disc Madrigal interpretat pel cor Madrigal dirigit per Mireia Barrera (2016)[3]